# Scarabaeus denticollis
Scarabaeus denticollis es una especie de escarabajo del género Scarabaeus, familia Scarabaeidae. Fue descrita científicamente por Péringuey en 1888.
Habita en la región afrotropical (Namibia).